# Proskynesis

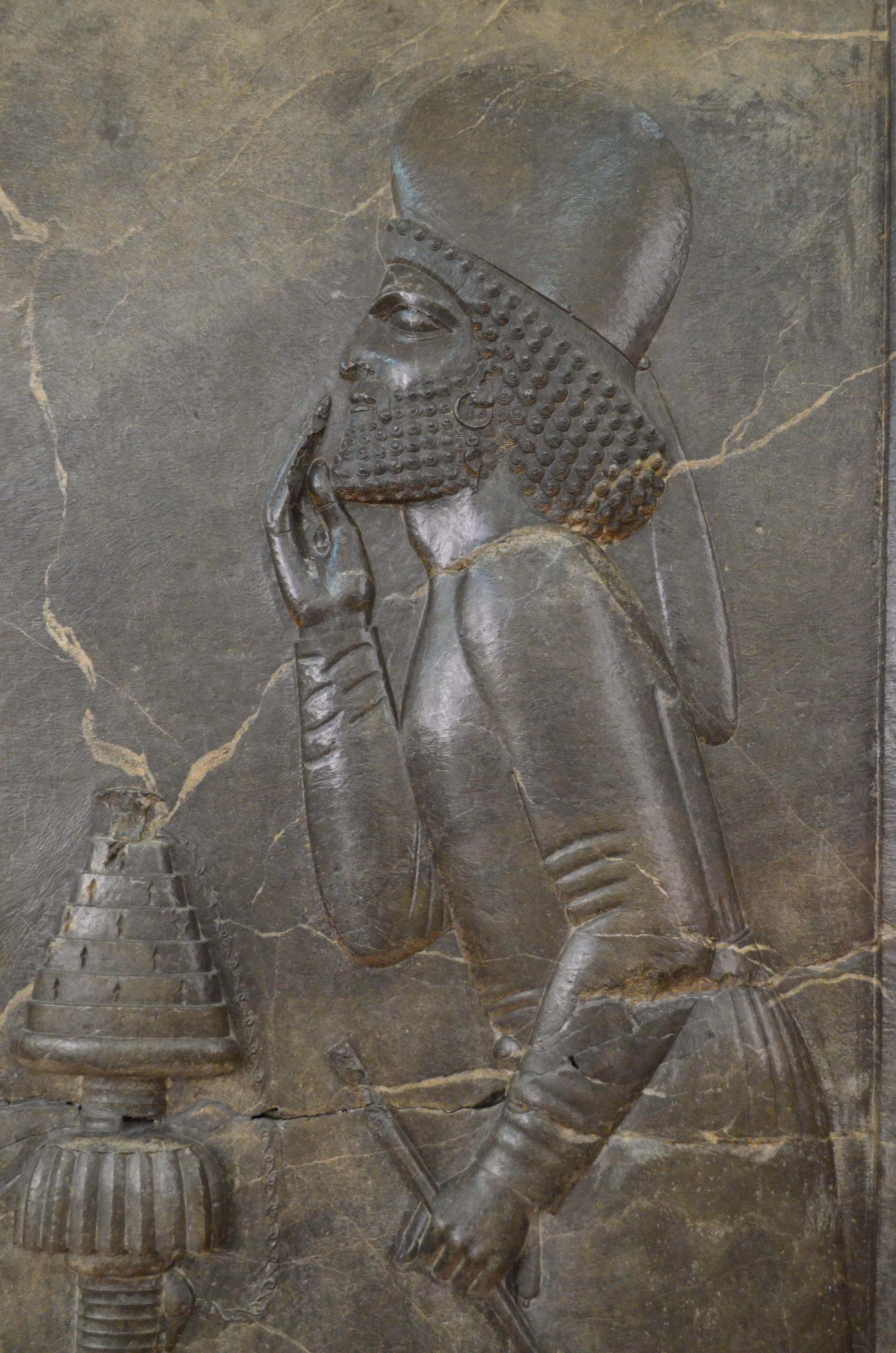
Voorover neigende man die koning Darius I toekust met de hand aan de lippen (detail van een bas-reliëf uit Persepolis)

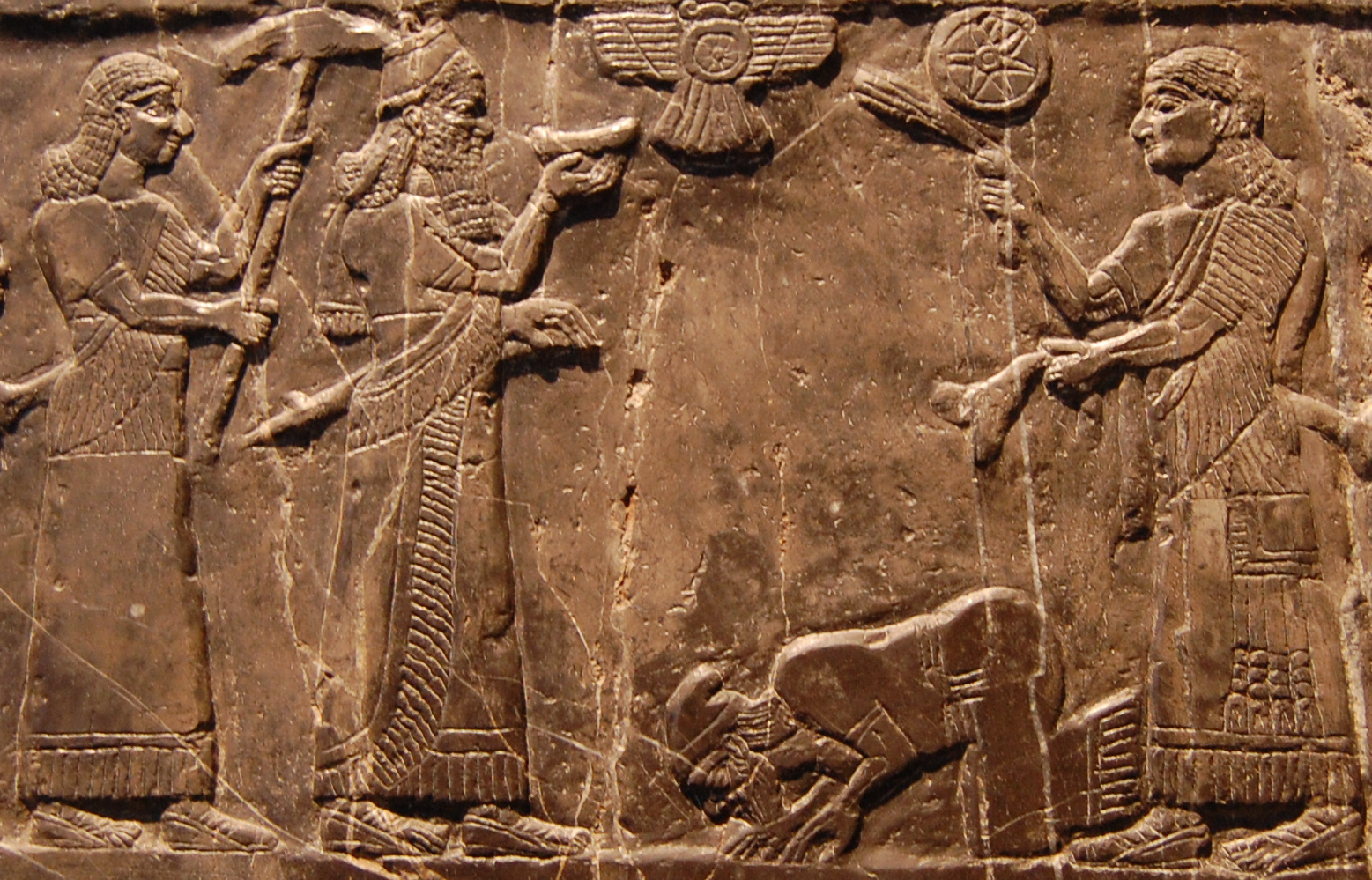
Eerbetuiging aan koning Salmanasser III, mogelijk door Jehu van Israël

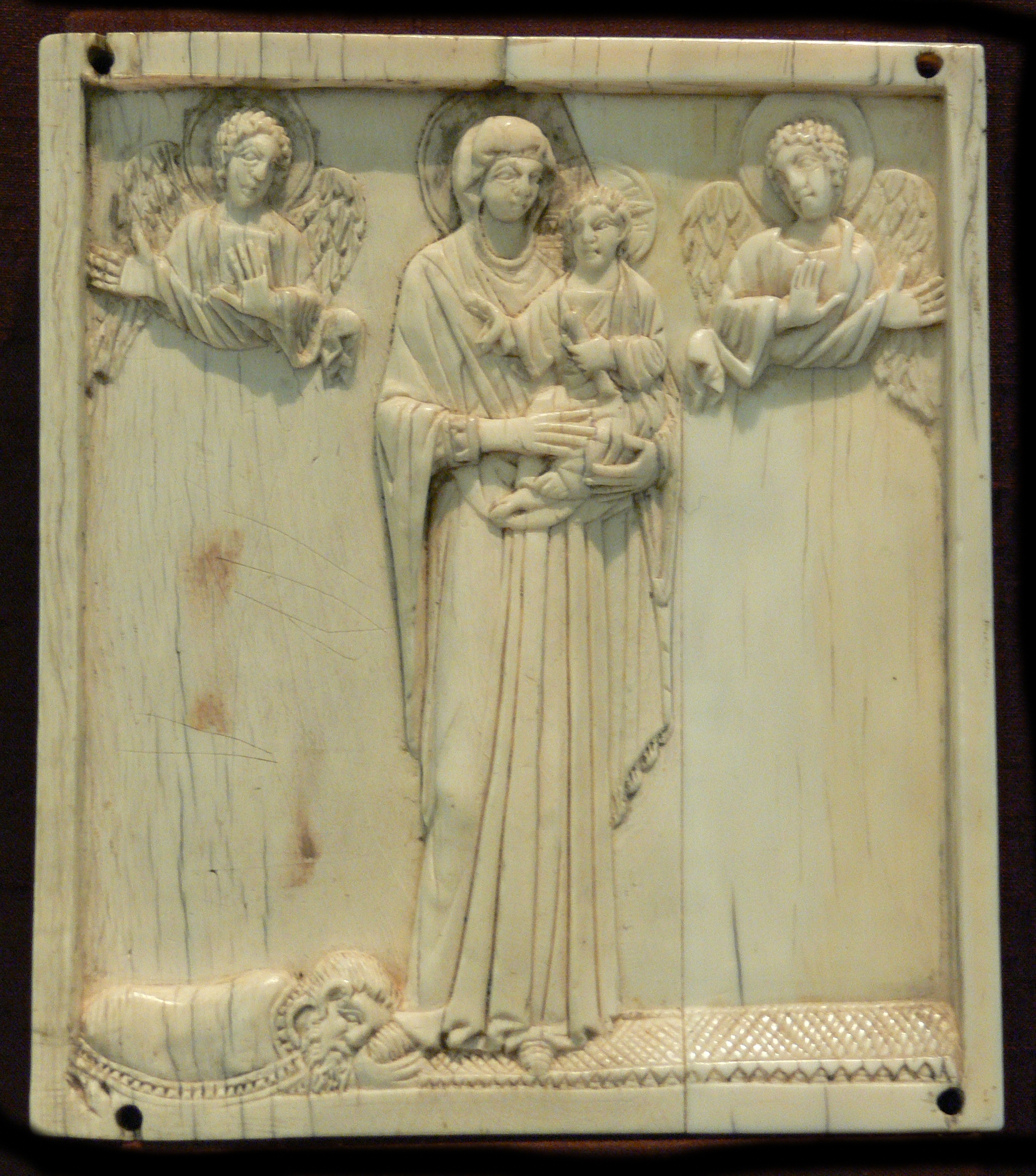
Proskynese van een schenker op een Byzantijns ivoorreliëf (10e eeuw)

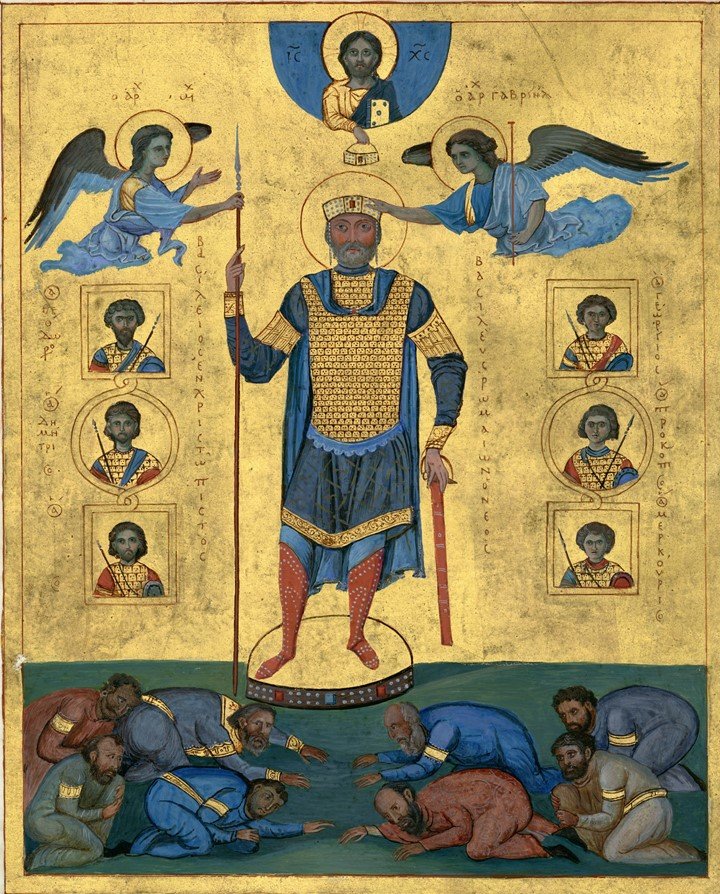
Proskynese voor keizer Basileios II Boulgaroktonos (11e eeuw)

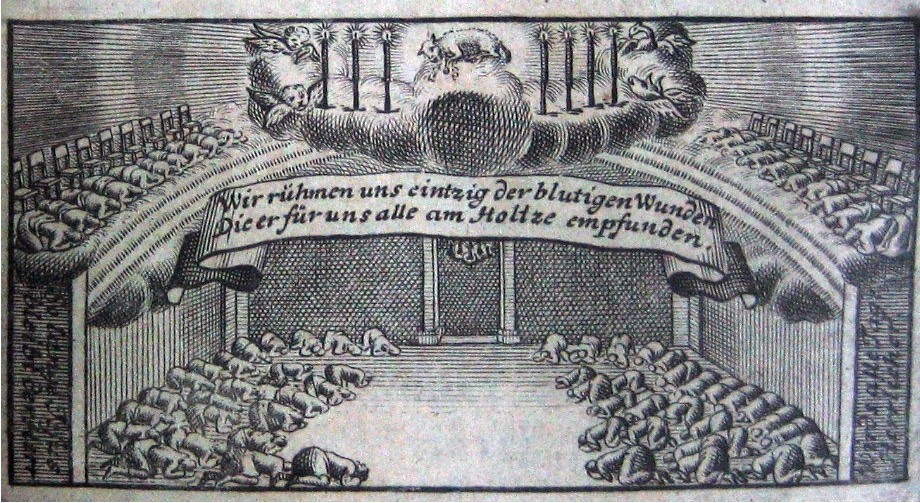
Collectieve proskynese tijdens een dienst van de Evangelische Broedergemeente (afgebeeld in een zangboek uit 1735)

Proskynesis (Oudgrieks: προσκύνησις / proskýnēsis) of proskynese is een rituele handeling om eer te betuigen aan een heerser of god door een kus toe te werpen en/of te buigen, knielen of zich neer te werpen. Diverse culturen uit de oudheid kenden het fenomeen (Perzen, oude Grieken, Romeinen, Joden, christenen...). Hoe de proskynese werd uitgevoerd en welke betekenis eraan werd toegekend, verschilde naargelang de cultuur en evolueerde doorheen de tijd.

## Etymologie
Het Griekse woord προσκύνησις is afgeleid van het werkwoord προσκυνέω, proskyneo, dat is samengesteld uit de woorden πρός, prós (richting) en κυνέω, kynéō (kussen). Letterlijk betekent het toekussen. In een oudere betekenis ging het om aanbidden, vereren (waarbij de 'pros' geen richting aanduidt maar een versterking). De handeling geldt als eerbetoon aan een godheid of een persoon die hoger in de hiërarchie staat, zoals een machthebber, meer bepaald een houding van onderwerping/gehoorzaamheid of verering/aanbidding.

## Perzië
Perzen kusten elkaar bij een begroeting. Ook de Perzische koning werd bij officiële ontvangsten begroet met een kus op zijn wang door zijn familieleden of hooggeplaatste edelen. De koning gold als een primus inter pares, een eerste onder zijn gelijken. Die gelijken waren familieleden die als gouverneur (satraap) delen van het Perzische rijk voor hem bestuurden. Zo'n kus op zijn wang was voor andere aanwezigen een teken dat de kusser in hoog aanzien stond bij zijn koning. Niet iedereen mocht de koning daadwerkelijk kussen en het toekussen was daarmee een logisch gebaar van begroeting voor hen die niet hoog genoeg in aanzien waren om daadwerkelijk de wangen van de koning te kussen.
Als hofceremonieel was de proskynesis echter heel wat complexer dan de kushand van hoge aristocraten. Lagere edelen maakten een buiging en eenvoudige lieden wierpen zich languit aan de voeten van de vorst. Het protocol, waarop nog tal van varianten bestonden, gaf uitdrukking aan het door Ahuramazda gewilde onderscheid in rangen en standen.
Het is waarschijnlijk dat het toekussen ook gebeurde aan de hoven van de satrapen van de provincies. Ook hier zouden personen die op audiëntie kwamen hun meerdere een kus toegeblazen hebben.

## Oude Griekenland
Aanvankelijk was proskynesis bij de Grieken een exclusief religieuze aangelegenheid. Wanneer zij in een tempel de hal (naos), waarin het godenbeeld stond, betraden, bliezen zij het cultusbeeld van de godheid, bijvoorbeeld Zeus, een kushand toe of knielden zij als eerbiedige groet. Het was een gebaar gereserveerd voor een god, dus niet voor een mens en zeker niet als officiële groet tijdens een audiëntie met veel getuigen eromheen. Daarom leek het geven ervan aan een sterveling hen een barbaars en belachelijk gebruik. Herodotus beschreef in zijn Historiën hoe het er bij de Perzen aan toe ging: een persoon van gelijk rang ontving een kus op de lippen, iemand van een iets lagere rang gaf een kus op de wang, en iemand met minderwaardige sociale status boog diep voor de andere persoon. Verderop vertelt hij hoe de Spartanen Sperthias en Boulis weigerden de Perzische koning Xerxes op die manier te begroeten.
In de Anabasis verhaalt Xenophon hoe hij het cultuurverschil in de verf zette om zijn manschappen te motiveren niet te kiezen voor integratie onder de Perzen. Als ze hun Griekse eigenheid wilden behouden ("Aan geen mensen betuigen jullie eer als meester, maar alleen aan de goden"), moesten ze een harde terugtocht ondernemen door ruig gebied.
Voor Alexander de Grote, die heerste over zowel Grieken als Perzen, was het een moeilijke kwestie om dit betekenisverschil te overbruggen. Bij audiënties begroetten de Perzische edelen Alexander zoals het een Koning der Koningen betaamt, met een knieval, een buiging of een kushand. Alexander kende inmiddels deze begroetingswijze en wilde niet dat de informele omgangsvormen van zijn Macedonische gezellen afbreuk deden aan zijn koninklijke status in Perzische ogen. Ook voelde hij de noodzaak om tot één bestuurscultuur te komen. In 327 v.Chr. deed hij te Baktra een poging om een aangepaste proskynesis in te voeren onder de onwillige Macedoniërs, in wiens ogen het gebruik slaafs en ongepast was. Door de kushand of knieval van de Macedoniërs te beantwoorden met een kus, hoopte hij het idee van gelijkwaardigheid te bewaren. Anaxarchos gaf het goede voorbeeld en de rest leek te volgen, tot Kallisthenes de boel met een kwinkslag saboteerde. Hij bekocht het niet veel later met de dood. Als het ritueel onaanvaardbaar was als uitdrukking van gehoorzaamheid en goddelijk rangverschil, nam Alexander zich voor om zelf een god te worden zodat ook de Macedoniërs niet meer konden weigeren. Naar het einde van zijn leven was deze zelfvergoddelijking binnen handbereik, maar of hij de proskynesis uiteindelijk kon doordrukken, is niet duidelijk. Wel is zeker dat zijn opvolgers daarin geslaagd zijn.

## Vroege jodendom en christendom
De hellenistische jood Philo van Alexandrië heeft de proskynesis in de eerste eeuw uitgebreid beschreven (onder meer in zijn boeken De somniis, De Iosepho, De specialibus legibus, De providentia). In de syncoptische evangelies wordt de eerbetuiging nadrukkelijk gebruikt om Jezus neer te zetten als Koning en God.

## Romeinen
Onder keizer Diocletianus werd de proskynese opgenomen in het hofritueel. Het moest de keizer vergoddelijken en de afstand met zijn onderdanen vergroten (onder het principaat, ingesteld door Augustus, was de keizer nog steeds een burger, zij het wel "de eerste"). Constantijn ging nog verder en liet zich door proskynesis vereren als Gods vice-regent op aarde. Justinianus en Theodora dreven het zó ver dat Procopius hen erom aanviel in zijn Geheime geschiedenis.

## Byzantijnse Rijk en latere christendom
In het Byzantijnse Rijk bleef de proskynese onderdeel van een ceremonie aan het hof (6e-14e eeuw). Het was een eer om dit gebaar voor de keizer te mogen maken en het was alleen toegestaan aan de hoogste dienaren aan het hof. Het vormde als zodanig een onderdeel van een ritueel waarmee het gezag van de keizer werd bevestigd. Dergelijke proskyneses zijn vastgelegd op vele afbeeldingen uit die tijd.
Het latere christendom kende proskynesis in de liturgie, voor het aanbidden van iconen, relikwieën van de heiligen of altaren. De Oosters-orthodoxe kerk maakt een theologisch onderscheid tussen proskynesis (de eenvoudige verering van iconen en heiligen) en latria (de aanbidding die alleen aan de drievuldige God toekomt).

## Islam
In de islam is het knielen, buigen en zich neerwerpen onderdeel van de salat, het gebed dat gelovigen vijf maal daags verrichten. Het neerwerpen (soedjoed) gebeurt ook als de Koran wordt voorgedragen (Soera De Uiteenscheuring, vers 21: zich dan niet ter aarde werpen, is iets van ongelovigen). Deze voorschriften waren niet gebaseerd op lokale gebruiken, aangezien proskynesis de Mekkanen vreemd was. Ze zijn ingevoerd bij de Ḥanīfen onder invloed van het 6e-eeuwse christendom.
Later stelden de Fatimiden de plicht in om zich neer te werpen voor de imam (kalief) en de grond te kussen. Dit riep verontwaardiging op bij soennitische rechtsgeleerden, voor wie dergelijke blijken van verering alleen aan Allah toekwamen. Met deze godsdienstige exclusiviteit stelden de moslimgeleerden zich op dezelfde lijn als de oude Grieken, een echo van de uitspraak van Xenophon dertien eeuwen eerder.